# Salon international de l'automobile d'Amérique du Nord
Le Salon international de l'automobile d'Amérique du Nord ou NAIAS (North American International Auto Show), anciennement Detroit Auto Show, appelé communément le « salon de Détroit », est le plus important salon automobile d'Amérique du Nord. Il se tient chaque année au mois de janvier à Détroit, Michigan, aux États-Unis jusqu'en 2019, puis au mois de juin à partir de 2020, pour éviter la concurrence du Consumer Electronics Show de Las Vegas qui se déroule en janvier au Nevada.

## Histoire

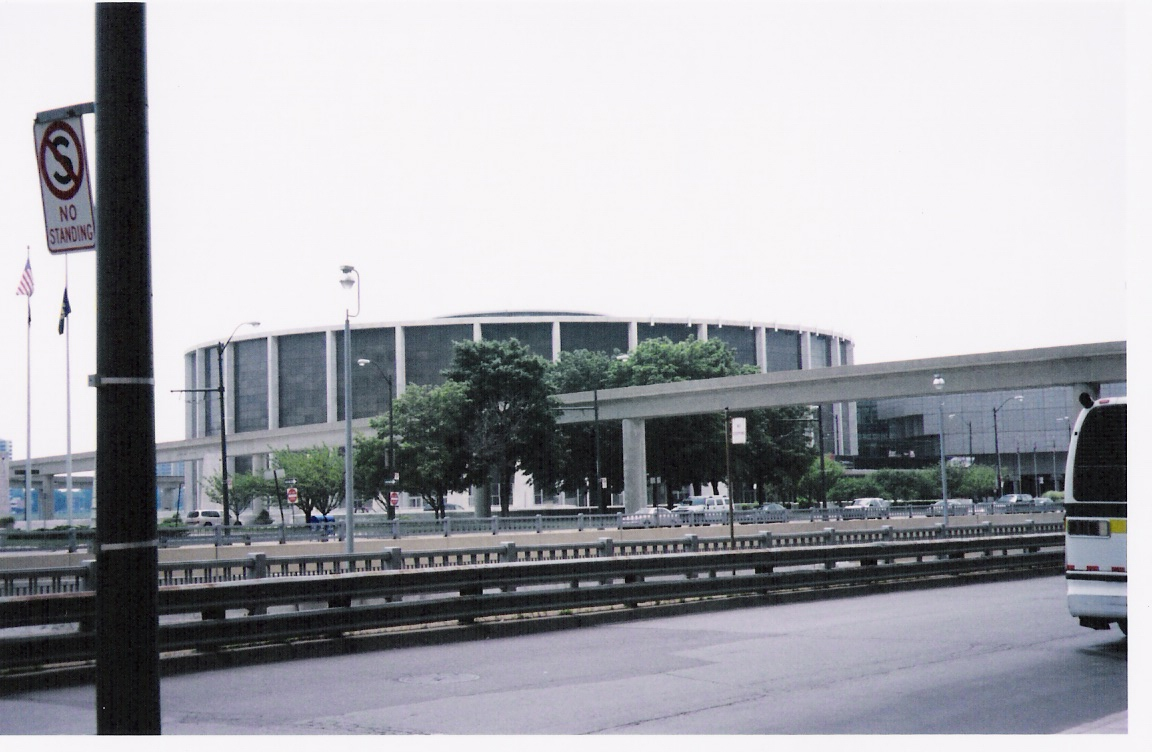
Cobo Center Artrium de Détroit.

Le Detroit Auto Show se déroule annuellement au Beller's Beer Garden dans le Riverview park de Détroit à partir de 1907, sauf entre 1941 et 1953. Depuis 1965, il se tient au centre de convention du Cobo Center Artrium, qui tient son nom d'Albert Cobon, ancien maire de Détroit de 1950 à 1957. Installé sur 94 000 m2, le salon de Détroit est particulièrement important pour l'industrie automobile américaine du fait de sa situation, Détroit étant le siège des Big Three ; Chrysler, Ford, et General Motors. En 1989, il est baptisé « North American International Auto Show ».
En 1957, le salon national devient international avec l'arrivée des grands constructeurs européens comme Jaguar, Mercedes-Benz, Porsche, Volvo et BMW.

### Fréquentation
Depuis quelques années, la fréquentation du salon se stabilise au-dessus des 800 000 entrées,,,,,,,.

## Éditions

### 1reédition (1907)
La première édition du Detroit Auto Show a lieu au Beller's Beer Garden dans le parc de Riverview, avec 13 constructeurs automobiles. 

### 34eédition (1940)
Dernière édition du salon avant la guerre.

### 35eédition (1954)
Le salon reprend après la Seconde Guerre mondiale, avec une interruption de treize années.

### 72eédition (1991)

#### Concept-cars

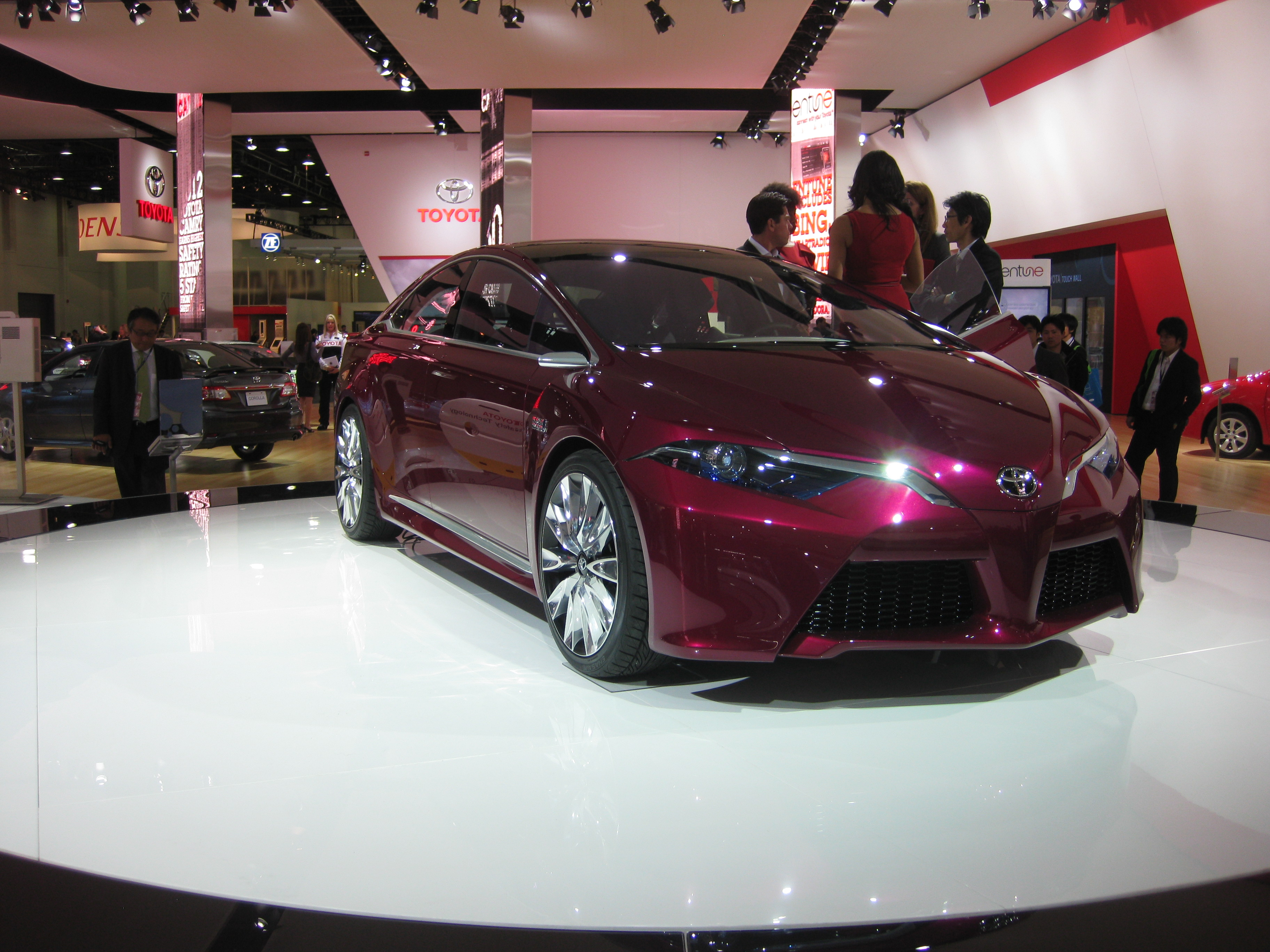
Toyota NS4 Concept

- Mercedes-Benz F100 concept

### 80eédition (1999)

#### Concept-cars
- Ford Thunderbird concept[11]

### 82eédition (2001)
Du 13 au 21 janvier 2001.

#### Nouveautés

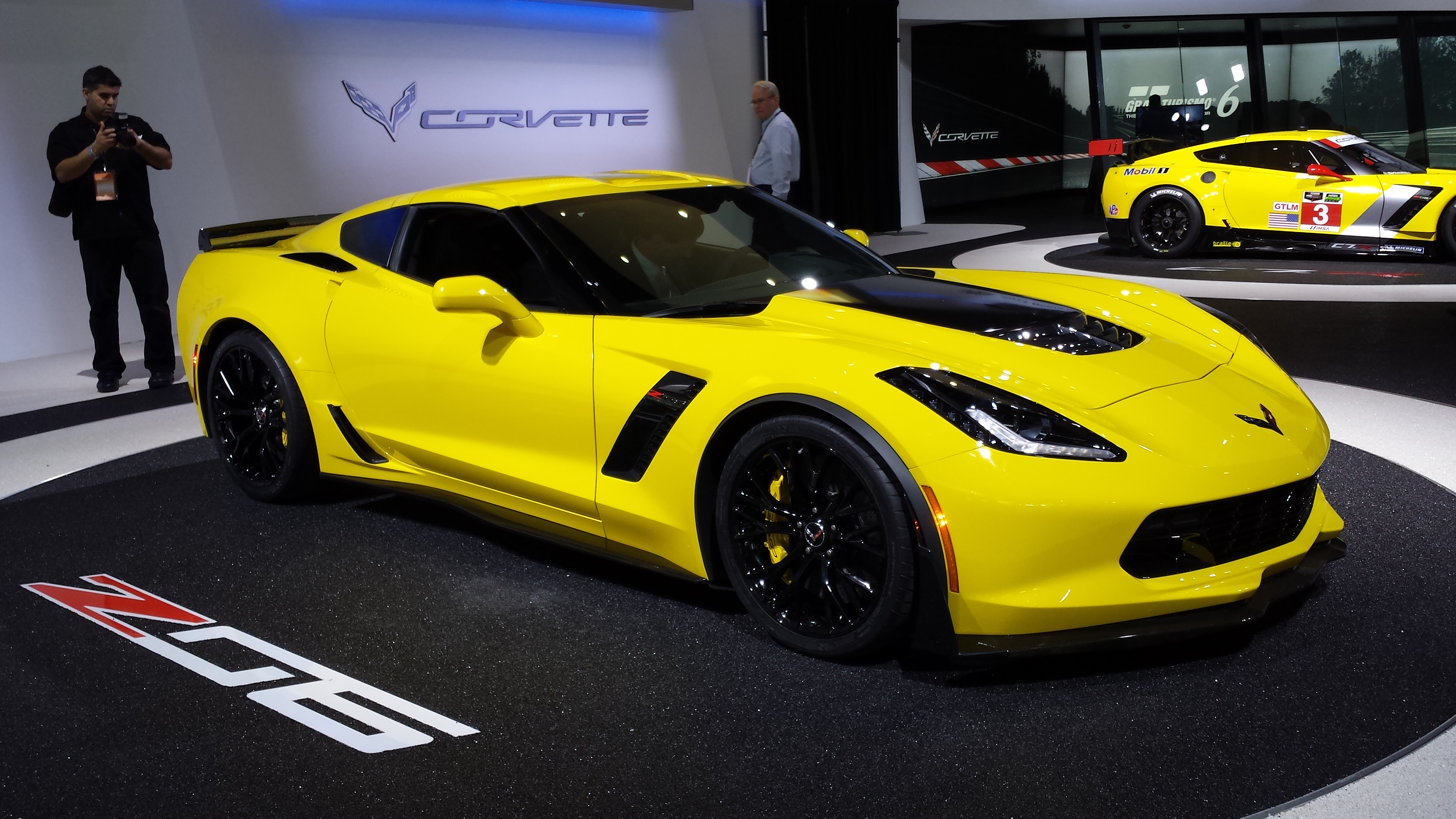
Chevrolet Corvette Z06

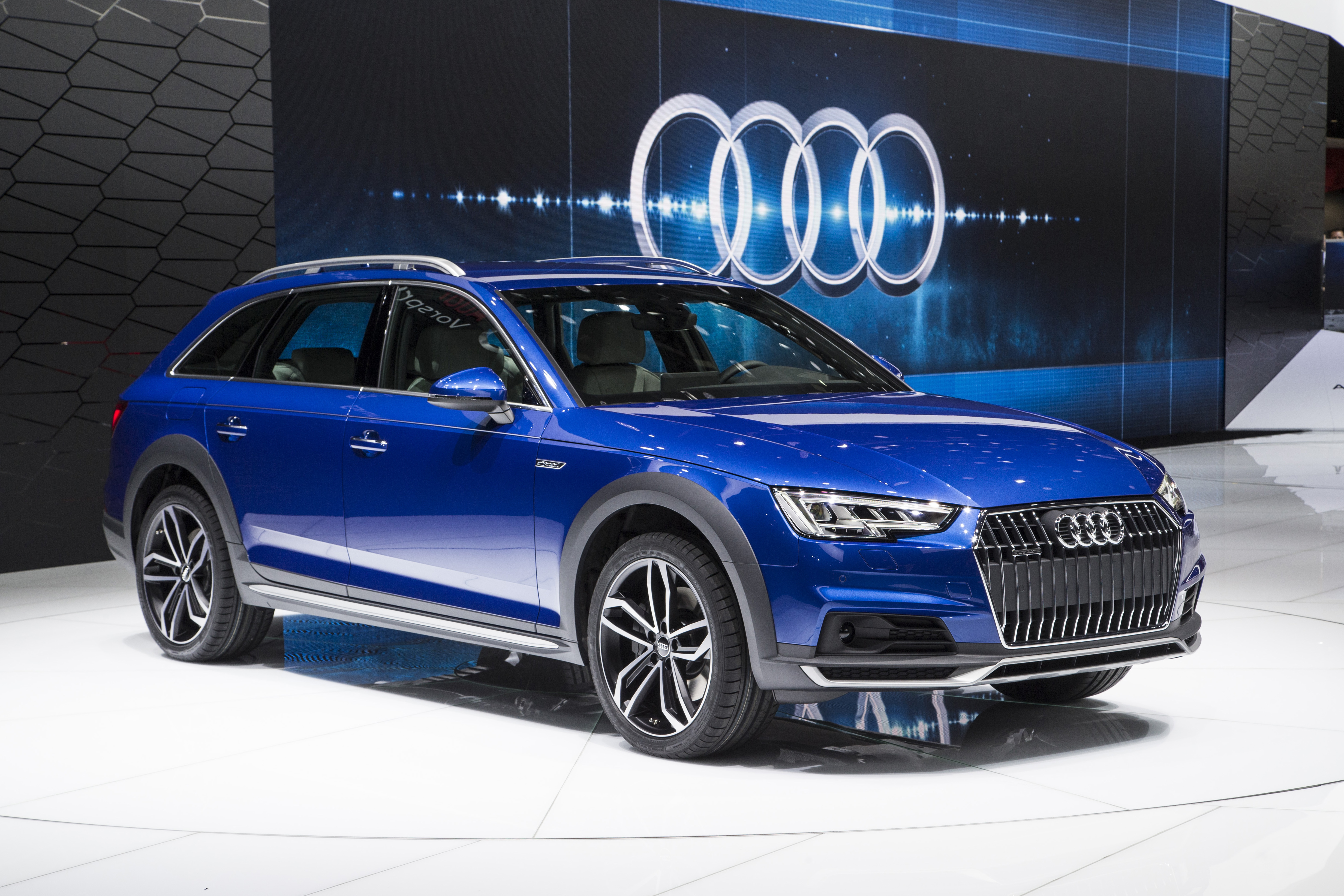
Audi A4 Allroad

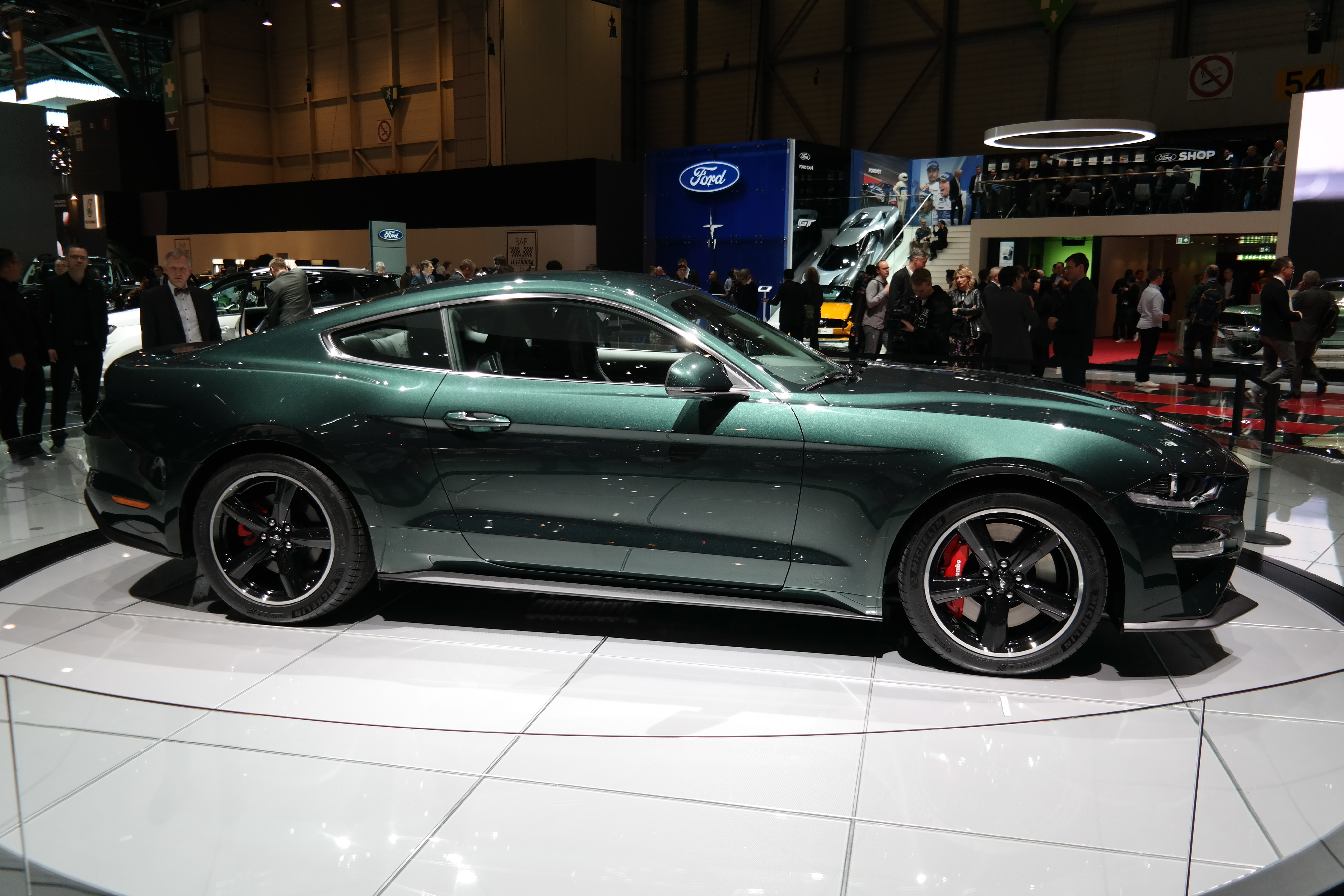
Ford Mustang Bullitt

- Buick Bengal
- Ford Thunderbird[11]
- Nissan 350Z

#### Concept-cars
- BMW X Concept[12]
- Chrysler Crossfire concept
- Oldsmobile 04 concept
- Volvo Adventure Concept Car (ACC)

### 88eédition (2007)
Du 7 au 21 janvier 2007. Cette édition célèbre le centenaire du salon.

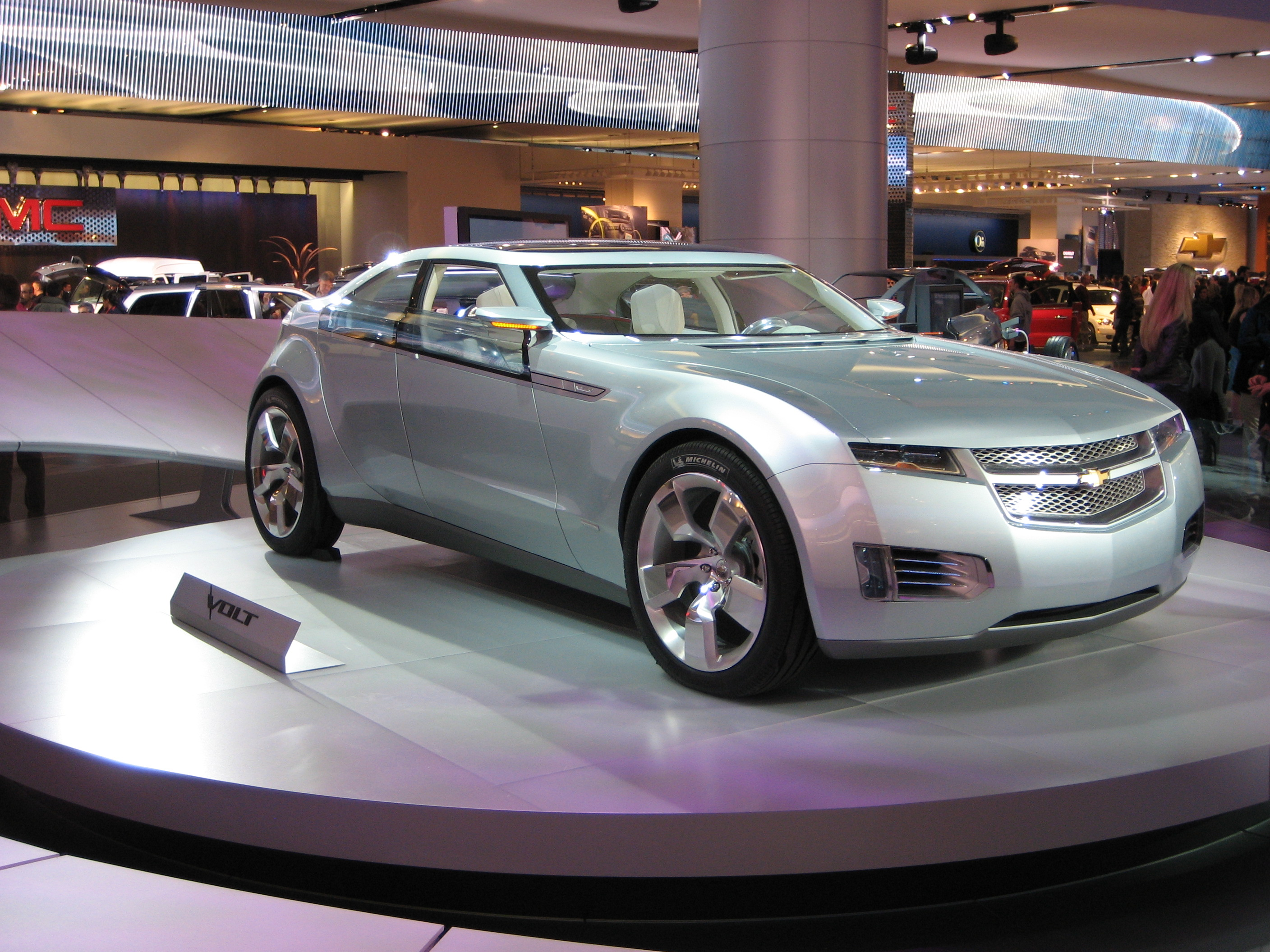
Chevrolet Volt Concept

#### Concept-cars
- Chevrolet Volt Concept[13]
- Kia Kue Concept[14]
- Mazda Ryuga Concept[15]
- Mitsubishi Prototype X Concept[16].

### 89eédition (2008)

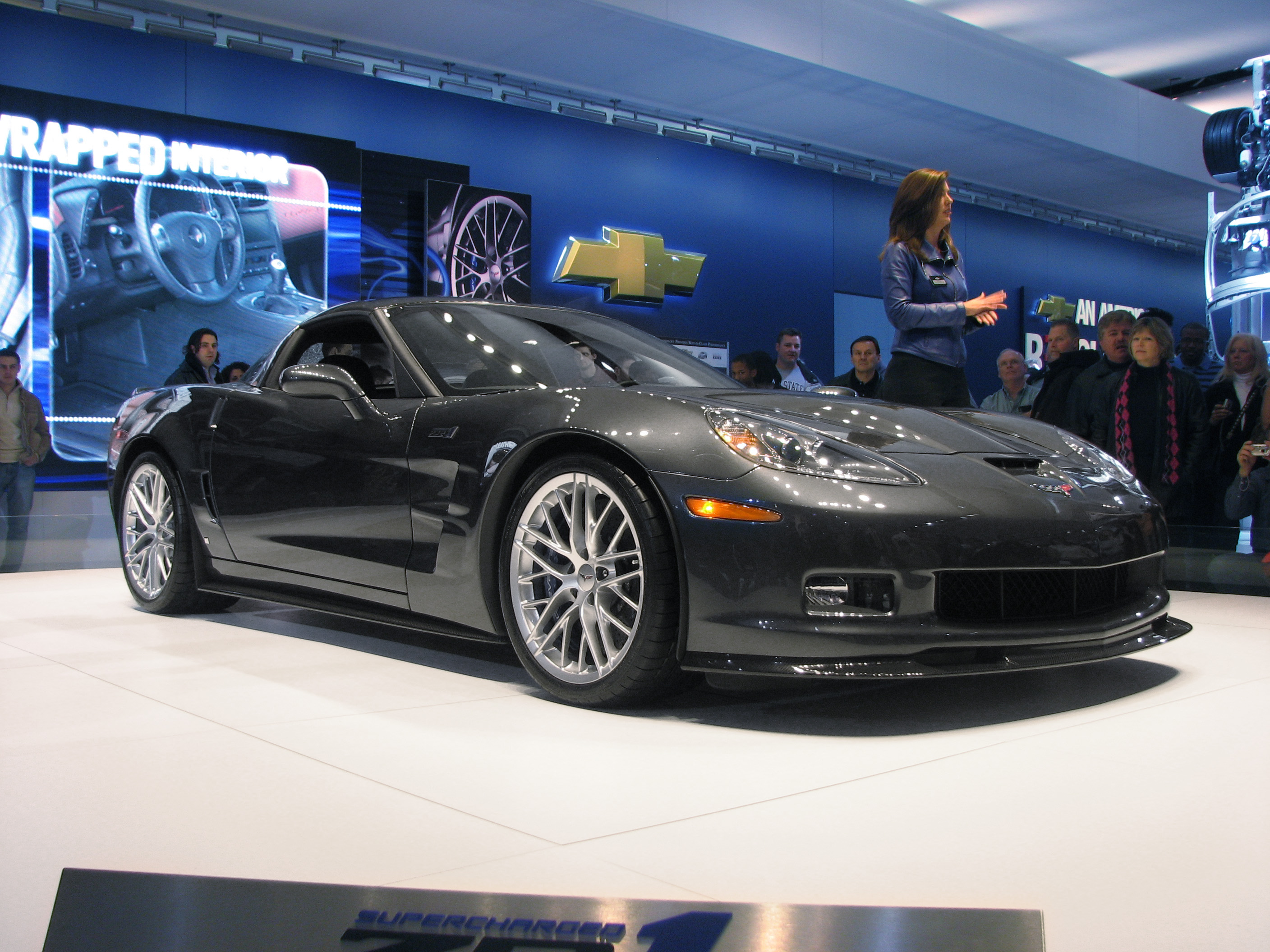
Chevrolet Corvette C6 ZR1

Du 19 au 27 janvier 2008.

#### Nouveautés
- BMW X6
- Chevrolet Corvette C6 ZR1
- Ferrari F430 Biofuel

#### Concept-cars
- Fisker Karma concept
- Jeep Renegade concept[17]
- Lincoln MKT concept
- Mitsubishi concept-RA
- Toyota A-BAT Concept

### 90eédition (2009)
Du 17 au 25 janvier 2009.

#### Nouveautés
- Fisker Karma

#### Concept-cars
- BYD e6 concept
- Toyota FT-EV concept

### 91eédition (2010)

#### Concept-cars
- Mini Beachcomber Concept

### 92eédition (2011)
Du 15 au 23 janvier 2011.

#### Concept-cars
- Hyundai Curb Concept
- Hyundai Veloster
- Kia KV7 concept

### 93eédition (2012)
Du 9 au 22 janvier 2012.

#### Concept-cars
- Acura NSX Concept
- BMW Série 4 Coupé Concept
- Toyota NS4 Concept

### 94eédition (2013)

#### Nouveautés
- Audi RS7
- Chevrolet Corvette C7

#### Concept-cars
- Chrysler 300 Turbine Concept
- Ford Atlas Concept
- Lincoln MKC Concept
- Toyota Furia concept[18]

### 95eédition (2014)

#### Nouveautés
- BMW M3
- BMW M4
- Cadillac ATS coupé
- Chevrolet Corvette Z06
- Ford Mustang VI
- Inifini Q50 Eau Rouge
- Lexus RC-F
- Mercedes-Benz GLA 45 AMG
- Subaru WRX STI

#### Concept cars
- Kia GT4 Stinger coupé concept
- Nissan Sport Sedan concept
- Toyota FT-1 concept[19]
- Volkswagen Beetle Dune concept
- Volvo XC Coupé concept

### 97eédition (2016)
Le salon se déroule du 11 au 24 janvier 2016.

#### Nouveautés
- Audi A4 Allroad
- Infiniti Q60 II
- Kia Telluride
- Lexus LC 500
- Mercedes-Benz Classe E
- Volkswagen Tiguan GTE Active
- Volvo S90 II

#### Concept-cars
- Audi h-tron quattro concept

### 98eédition (2017)
Le salon 2017 s'est déroulé du 9 janvier au 22 janvier 2017. Automobili-D, une exposition consacrée à l'autonomie et à la mobilité automobile, s'est déroulée en parallèle avec le salon du 8 au 12 janvier.

#### Concept-cars
- Nissan Vmotion 2.0 concept
- Volkswagen ID.Buzz Concept

### 99eédition (2018)
Cette édition est marquée par la défection de nombreux constructeurs automobiles européens comme Ferrari, Bentley, Maserati, Volvo, Porsche, Jaguar, Land-Rover et même américains comme Cadillac, GMC et Buick. La faute à la simultanéité du salon avec un autre événementiel majeur américain concernant de plus en plus l'automobile, le CES 2018.

#### Nouveautés
- Chevrolet Silverado[21]
- Dodge Ram V
- Honda Insight
- Hyundai Veloster II
- Jeep Cherokee V phase 2
- Kia Forte
- Mercedes-Benz Classe G II
- Ford Mustang VI Bullitt
- Ford Ranger III phase 2
- Toyota Avalon
- Volkswagen Jetta VII
- Volkswagen Passat GT

#### Concept-cars
- Acura RDX prototype
- Infiniti Q Inspiration
- Lexus LF-1 Limitless Concept[21]
- Nissan Xmotion Concept

### 100eédition (2019)
Pour cette édition 2019, du 14 au 27 janvier, les trois grands constructeurs allemands Audi, BMW et Mercedes-Benz ont annoncé qu'ils ne participeraient pas au salon tout comme Mazda, Porsche ou encore Volvo.

#### Nouveautés
- Cadillac XT6
- Ford Explorer VI[23]
- Lamborghini Huracán EVO[24]
- Lincoln Continental 80th Anniversary Coach Door Edition
- Mustang Shelby GT500
- Toyota Avalon V
- Toyota Supra MkV
- Volkswagen Passat (USA)

#### Concept cars
- Cadillac EV concept
- GAC Entranze concept
- Infiniti QX Inspiration[25]
- Lexus LC Convertible Concept[26]
- Nissan IMs Concept

### Édition 2020 annulée
La Detroit Auto Dealers Association et Rod Alberts, directeur exécutif de NAIAS, ont annoncé que le salon de Détroit se déroulerait à partir du 8 juin pour cette édition 2020. Mais en raison de l'expansion de la pandémie de Covid-19 aux États-Unis, le salon 2020 est annulé . La Federal Emergency Management Agency (FEMA) prévoit de transformer le TCF Center en hôpital de campagne temporaire.

### Édition 2021 annulée
Comme l'année précédente, l'édition du salon est annulée en raison de la pandémie de Covid-19.

### 101eédition (2022)
L'édition 2022 du salon de Détroit se déroule du 14 au 25 septembre 2022.

#### Nouveautés
- Ford Mustang VII[29].